# Petit-duc de Clark
Megascops clarkii
Espèce
Synonymes
- Otus clarkii L. Kelso & E.H. Kelso, 1935
(protonyme)

Statut de conservation UICN

 LC  : Préoccupation mineure
Statut CITES
Le Petit-duc de Clark (Megascops clarkii) est une espèce d'oiseaux de la famille des Strigidae.

## Répartition
Cet oiseau vit dans la cordillère de Talamanca et le parc national de Darién.